# Spalax uralensis
Spalax uralensis là một loài động vật có vú trong họ Spalacidae, bộ Gặm nhấm. Loài này được Tiflov & Usov mô tả năm 1939.